# Ilia (geslacht)
Ilia is een geslacht van krabben.

## Soortenlijst
Beschreven soorten:
- Ilia nucleus (Linnaeus, 1758)
- Ilia spinosa Miers, 1881